# Квалијано
Квалијано (итал. Qualiano) је насеље у Италији у округу Напуљ, региону Кампанија.
Према процени из 2011. у насељу је живело 23752 становника. Насеље се налази на надморској висини од 94 м.

## Становништво
| 1931. | 1936. | 1951. | 1961. | 1971. | 1981.  | 1991.  | 2001.  | 2011.  |
| ----- | ----- | ----- | ----- | ----- | ------ | ------ | ------ | ------ |
| 3.829 | 4.418 | 5.757 | 7.528 | 9.597 | 14.092 | 20.054 | 24.542 | 24.744 |